# Tiến hóa của quang hợp
Tiến hóa của quang hợp đề cập đến nguồn gốc và sự tiến hóa tiếp theo của quang hợp, quá trình trong đó năng lượng ánh sáng từ mặt trời được sử dụng để tổng hợp đường từ carbon dioxide, giải phóng oxy như một sản phẩm chất thải.
Các sinh vật quang hợp đầu tiên có lẽ đã tiến hóa sớm trong lịch sử tiến hóa của sự sống, và nhiều khả năng sử dụng chất khử như hydro hoặc hydro sulfide là nguồn các điện tử, chứ không phải là nước .
Có ba con đường trao đổi chất lớn mà quang hợp được thực hiện: quang hợp C3, quang hợp C4 và quang hợp CAM, trong đó quang hợp C3 là hình thức lâu đời nhất và phổ biến nhất.